# Acropyga silvestrii
Acropyga silvestrii es una especie de hormiga del género Acropyga, tribu, Lasiini, orden Hymenoptera. Fue descrita por Emery en 1915.

## Distribución
Se distribuye por Camerún, República Democrática del Congo, Eritrea, Etiopía, Ghana, Guinea, Costa de Marfil, Kenia, Ruanda, Tanzania, Togo y Uganda.

## Hábitat
Habita en la hojarasca, debajo de rocas, piedras y la corteza, ramas, hojas y madera podrida. Se ha encontrado a elevaciones de 272-1739 metros.